# Češljika
Češljika (iglenjača; lat. Scandix), biljni rod iz porodice štitarki. Rasprostranjen je po Europi, Sredozemlju, Jugozapadnoj, južnoj i Srednjoj Aziji, Krimu i Kavkazu.
To su jednogodišnje raslinje u i trajnice sa 12 ili 13 vrsta, od kojih dvije vrste rastu i u Hrvatskoj, južnjačka (Scandix australis) i venerina češljika (S. pecten-veneris)

## Vrste
1. Scandix aucheri Boiss.
2. Scandix australis L.
3. Scandix balansae Reut. ex Boiss.
4. Scandix blepharicarpa O.Cohen
5. Scandix brachycarpa Guss.
6. Scandix damascena Bornm.
7. Scandix iberica M.Bieb.
8. Scandix macrorhyncha C.A.Mey.
9. Scandix palaestina (Boiss.) Boiss.
10. Scandix pecten-veneris L.
11. Scandix stellata Banks & Sol.
12. Scandix turgida (Boiss. & Balansa) Boiss.
13. Scandix verna O.Cohen